# Piano... forte
Piano... forte è un film di montaggio per il mercato italiano distribuito nel 1947, diretto da James Parrott, con Stan Laurel e Oliver Hardy.
 La pellicola comprende i cortometraggi La scala musicale (versione ridotta a 19 minuti) e Ospiti inattesi.
Precedente, un montaggio con lo stesso titolo e le stesse comiche era stato distribuito in Italia nel 1934, ma andò perduto.

## Trama
Stanlio e Ollio devono trasportare un pesante pianoforte, ordinato da una signora per il compleanno del marito (Gilbert), attraverso una lunghissima fila di scale; l'impresa sarà alquanto ardua! In seguito, dopo aver distrutto completamente l'arnese, i due finiscono in tribunale ma vengono liberati per aver già scontato la pena di tre mesi di carcere. Usciti, Stanlio e Ollio incontrano un ubriaco che ha perso le chiavi e, dopo avergliele trovate, i due si fanno portare dall'uomo nella sua casa che, in realtà si rivelerà essere la dimora del giudice che poco prima li aveva scarcerati.

## I film di montaggio di Laurel e Hardy in Italia
Dalla fine degli anni trenta alla metà degli anni settanta in Italia molte delle comiche di Stanlio e Ollio doppiate da Mauro Zambuto e Alberto Sordi vennero unite da capo a coda (tagliando ovviamente i titoli di testa e di chiusura originali) in più montaggi per formare dei lungometraggi che durassero circa un'ora e oltre. Ciò fu fatto si presume per far conoscere alla gente meglio la coppia proiettando varie raccolte includenti massimo quattro comiche di Laurel e Hardy. Negli anni cinquanta i doppiatori Fiorenzo Fiorentini (Stanlio) e Carlo Croccolo (Ollio) assunsero il ruolo professionale di prestare nuovamente le voci al duo comico statunitense unicamente per la realizzazione di questi montaggi: infatti molti dei dialoghi italiani sono differenti dagli originali americani proprio per far avere tra le differenti comiche un nesso logico e conducente; tanto che per questi montaggi venivano creati degli appositi titoli di testa e di coda citando la partecipazione di Laurel e Hardy, di altri attori (dei quali tuttavia spesso il nome viene storpiato apposta per far credere che fossero differenti) ed infine ponendo come direttore del film un regista delle comiche originali (il cui nome a volte è scritto correttamente o nella maggior parte dei casi è fittizio). La produzione di queste antologie cominciò ad affievolirsi e poi a sparire con un ennesimo doppiaggio di quasi tutti in cortometraggi di Stanlio e Ollio da parte di Franco Latini e Carlo Croccolo nella fine degli anni sessanta.

## Distribuzione
Il film è disponibile su YouTube con il doppiaggio di Mauro Zambuto e Alberto Sordi.